# Eunidia thomseni
Eunidia thomseni es una especie de escarabajo longicornio del género Eunidia, subfamilia Lamiinae, tribu Eunidiini. Fue descrita científicamente por Distant en 1898.
El período de vuelo ocurre en los meses de enero, marzo, abril, mayo, junio, julio, agosto, octubre, noviembre y diciembre.

## Descripción
Mide 8-14 milímetros de longitud.

## Distribución
Se distribuye por Arabia Saudita, Botsuana, Camerún, Etiopía, Kenia, Malaui, Mozambique, Namibia, Níger, Uganda, República Centroafricana, República Democrática del Congo, República Sudafricana, Senegal, Somalia, Tanzania, Chad, Yemen y Zimbabue.